# Licinius Rufinus
Marcus Gnaeus Licinius Rufinus (* um 185 in Thyateira; † nach 238) war ein römischer spätklassischer Jurist und Beamter. Nach dem Aufstieg in den Senatorenstand und dem Durchlaufen des Cursus honorum bekleidete er in den späten 220er oder frühen 230er Jahren das Konsulat.
Rufinus stammte aus der Stadt Thyateira in der kleinasiatischen Landschaft Lydien, die zur römischen Provinz Asia gehörte. Er gehörte seiner Herkunft nach zum Ritterstand und besuchte vermutlich die Rechtsschule von Beirut. Einzelne Stationen seiner Karriere als Jurist und Verwaltungsbeamter sind durch Inschriften bekannt. 1994 wurde in Thyateira die Basis einer Statue gefunden, deren Inschrift seinen Lebenslauf wiedergibt, allerdings ohne Datierung der Ämter.
Licinius Rufinus bekleidete von etwa 211 bis ungefähr 223 mehrere ritterliche Hofämter: kaiserlicher consiliarius, ab epistulis Graecis (Sekretär des Kaisers für griechische Korrespondenz), a studiis, a rationibus (zuständig für Finanzverwaltung) sowie a responsis oder a libellis. Anschließend stieg er in den Senatorenstand auf. Rufinus war nach seiner Prätur Statthalter der Provinz Noricum. Aus seiner Titulierung in verschiedenen Inschriften ergibt sich, dass er auch das Konsulat erreichte. Schließlich gehörte Rufinus dem aus zwanzig Männern bestehenden Senatskollegium an, das gemeinsam mit den Senatskaisern Pupienus und Balbinus im Jahre 238 die römische Staatsspitze bildete (Vigintiviri rei publicae curandae). Unter seinen Titeln wird auch das geläufige „Freund des Kaisers“ genannt. Der weitere Lebensweg und das Todesjahr des Rufinus sind unbekannt.
In der juristischen Literatur wird Licinius Rufinus als Verfasser von zwölf libri regularum genannt, von denen nur Fragmente als Zitate in den Digesten erhalten sind. Seine Schriften flossen – ebenfalls nicht erhalten – in die Responsensammlung (Resonsorum liber) des Berufskollegen Iulius Gallus Aquila ein, wo sie den Schluss einer Ediktmasse bildeten. Aus den responsa wiederum flossen ebenfalls Kurztextstellen in die Digesten ein.
Die Identifizierung des Juristen mit dem inschriftlich bezeugten Senator wurde zuerst von Wolfgang Kunkel vertreten.

## Inschriften
- Tituli Asiae Minoris V, 2, 984, 985, 986, 987.